# 桑野隆
桑野 隆（くわの たかし、1947年11月22日 - ）は、日本のロシア文化学者、翻訳家。東京大学教授・早稲田大学教授を経て、早稲田大学名誉教授。

## 経歴
出生から修学期
1947年、徳島県で生まれた。東京外国語大学ロシヤ語科で学び、1970年に卒業。同大学大学院外国語学研究科スラブ系言語専攻に進み、1972年に修士課程を修了。
ロシア文化研究者として
1979年、東京工業大学専任講師に就いた。1981年に同助教授昇格。1988年より東京大学教養学部助教授。1992年に同教授昇格。2001年に早稲田大学教育・総合科学学術院（教育学部複合文化学科）教授となった。2017年に早稲田大学を定年退職し、名誉教授となった。

## 受賞・栄典
- 2000年：木村彰一賞受賞。

## 著作
著書
- 『ソ連言語理論小史：ボードアン・ド・クルトネからロシア・フォルマリズムへ』三一書房 1979
  - 増訂改題『言語学のアヴァンギャルド』水声社 2021
- 『民衆文化の記号学：先覚者ボガトゥイリョフ（ロシア語版）[2]の仕事』東海大学出版会 1981
- 『バフチン：「対話」そして「解放の笑い」』岩波書店 1987、増補新版 2002
- 『未完のポリフォニー：バフチンとロシア・アヴァンギャルド』未來社 1990
- 『夢みる権利：ロシア・アヴァンギャルド再考』東京大学出版会 1996
- 『ボリス・ゴドゥノフ』(オペラのイコノロジー 1) ありな書房 2000
- 『バフチンと全体主義 - 20世紀ロシアの文化と権力』東京大学出版会 2003
- 『危機の時代のポリフォニー：ベンヤミン、バフチン、メイエルホリド』水声社 2009
- 『バフチン：カーニヴァル・対話・笑い』平凡社新書 2011
  - 改訂版 平凡社ライブラリー 2020
- 『20世紀ロシア思想史：宗教・革命・言語』岩波現代全書 2017
- 『生きることとしてのダイアローグ：バフチン対話思想のエッセンス』岩波書店 2021

語学テキスト
- 『エクスプレス ロシア語』白水社 1986
  - CD版 2002
  - 改題改訂『初級ロシア語 20課』白水社 2012
- 『もっと知りたいロシア語：初級から広げ深掘りする』白水社 2021
- 『トルストイ『三つの死』でまなぶロシア語』水声社 2024

共編著
- 『フォルマリズム 詩的言語論　ロシア・アヴァンギャルド 6』大石雅彦共編、国書刊行会 1988
- 『ファクト：事実の文学　ロシア・アヴァンギャルド 8』松原明共編、国書刊行会 1993
- 『ロシア・中欧・バルカン世界のことばと文化』長與進共編著、成文堂 2010
- 『風刺画とアネクドートが描いたロシア革命』監修、現代書館 2017
- 『ロシア・インテリゲンツィヤの誕生 他五篇』アイザイア・バーリン、編・解説、岩波文庫 2022

訳書
- 『レーニンの言語』ヴィクトル・シクロフスキイ,ボリス・エイヘンバウム, レフ・ヤクビンスキー（ロシア語版）, ユーリイ・トゥイニャーノフ, ボリス・カザンスキー（ロシア語版）, ボリス・トマシェフスキイ著、三一書房 1975
  - 再版 水声社(叢書記号学的実践 22) 2005
- 『マルクス主義と言語哲学：言語学における社会学的方法の基本的諸問題』V・ヴォロシノフ（英語版）,バフチーン著、未来社 1976
  - 改訳版 1989年
- 『民衆演劇の機能と構造』P・ボガトゥイリョフ（ロシア語版）著、、未来社 1982
- 『ロシア・アヴァンギャルドを読む：ソ連芸術記号論』V・イヴァノフほか著、編訳、勁草書房 1984
- 『文芸学の形式的方法』(ミハイル・バフチン著作集 3) ミハイル・バフチン著、佐々木寛共訳、新時代社 1986
- 『ロシアからの手紙：ペレストロイカを支える英知』ドミトリー・リハチョフ（英語版）著、平凡社 1989
- 『文学と革命』レフ・トロツキー著、岩波文庫 1993
- 『ロシア・フォルマリズム』ミシェル・オクチュリエ著、赤塚若樹共訳、白水社(文庫クセジュ) 1996
- 『ロシア貴族』ユーリ・ロトマン著、渡辺雅司共訳、筑摩書房 1997
- 『逆遠近法の詩学：芸術・言語論集』フロレンスキィ著、高橋健一郎・西中村浩共訳、水声社 1998
- 『ロシア・アヴァンギャルドと20世紀の美的革命』ヴィーリ・ミリマノフ著、未來社 2001
- 『バフチン言語論入門』バフチン著、小林潔共訳、せりか書房） 2002
- 『物理学者ランダウ：スターリン体制への叛逆』佐々木力・山本義隆共編訳、みすず書房 2004
- 『衣裳のフォークロア』増補・新訳版 P・ボガトゥイリョフ（ロシア語版）著、朝妻恵理子共訳、せりか書房 2005
- 『サーカス：起源・発展・展望』エウゲニィ・クズネツォフ（ロシア語版）著、ありな書房 2006
- 『ロシア・アヴァンギャルド小百科』タチヤナ・コトヴィチ（ロシア語版）著、監訳、水声社 2008
- 『ドストエフスキーの創作の問題』バフチン著、平凡社ライブラリー 2013
- 『ヤコブソン・コレクション』ロマン・ヤコブソン著、朝妻恵理子共編訳、平凡社ライブラリー 2015
- 『赤いナデシコ 《職業革命家》アーシャの回想録』アンナ・ラーツィス（英語版）著、水声社 2021